# Estado de Ngatpang
Ngatpang es uno de los dieciséis estados de las islas Palaos, un país de Oceanía.

## Geografía
Este comprende un área de alrededor de 47 kilómetros cuadrados en el oeste de la isla más grande de Palaos, Babeldaob, enfrentándose en la Bahía Ngeremeduu. La capital estatal es Oikuul. Ngatpang tiene una población de 464 habitantes, haciéndolo el quinto estado más grande de las islas Palaos en cuanto a la población. Su área es de 47 kilómetros cuadrados.
Ibobang se encuentra en Ngatpang. Es una comunidad dedicada a la práctica de la religión Modekngei.

## Gobierno y Política
El estado de Ngatpang, con una población inferior a 300 habitantes, tiene un jefe ejecutivo elegido, llamado gobernador. El estado también tiene una legislatura elegida cada cuatro años. La población del estado elige a uno de los miembros de la Cámara de Delegados de Palaos.

## Educación
El Ministerio de Educación de las Islas Palaos gestiona varias escuelas públicas.
La Escuela Primaria de Ibobang está en la localidad del mismo nombre. Cuando se inauguró relevó a la Escuela Primaria de Ngatpang.
La Escuela Secundaria de Palaos, en Koror, es la única escuela secundaria pública del país, por lo que muchos niños de esta comunidad van allí. Otros van a la Escuela Belau Modekngei, un internado en Ibobang.